# Sony Ericsson W580i

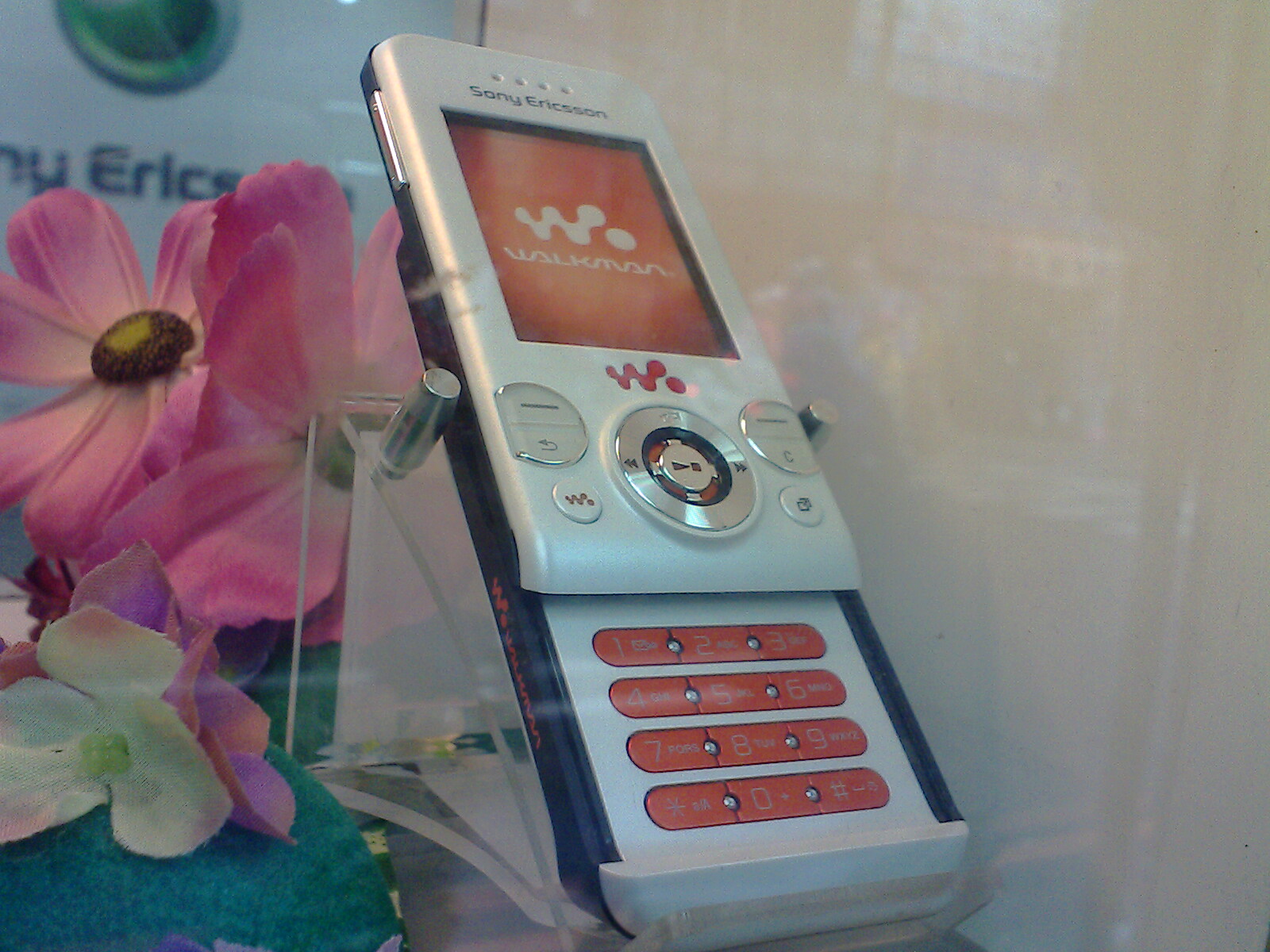
Sony Ericsson W580i

Sony Ericsson W580i är en walkman-mobil från Sony Ericsson. Den har en stegräknare och kamera på 2 megapixlar. 